# Dan Aykroyd
Daniel Edward Aykroyd  (Ottawa, 1. srpnja 1952.), kanadski glumac, scenarist i glazbenik. Najveći uspjeh je ostvario u 1980-ima. Među njegovim značajnijim filmovima su "Istjerivači duhova", "Braća Blues", "Vozeći gospođicu Daisy" i "Kolo sreće".

## Mlade godine
Aykroyd se rodio u Ottawi u Kanadi 1952. kao dijete Petera Hugha Samuela Aykroyda, savjetnika kanadskog ministra Pierrea Trudeaua, i Lorraine Goughon. Njegov brat Peter Aykroyd je također postao glumac. Rodio se sa sindaktilijom na nožnim prstima.
Dan Aykroyd je pohađao Lisgar Collegiate Institut, katoličku školu St. Pius X i St. Patrick’s u Ottawi, iz koje je izbačen zbog neslane šale. Kasnije je išao studirati kriminalistiku i sociologiju na sveučilištu Carleton, ali je odustao prije završetka studija. 

## Karijera
Aykroyd je počeo kao komičar u raznim kanadskim noćnim klubovima te se pridružio grupi „The Second City“. Kasnije je stekao slavu u humorističnom showu „Saturday Night Live“ gdje je glumio i pisao 4 sezone, od 1975. do 1979., te je za tu emisiju osvojio nagradu Emmy. Bio je poznat po imitiranju slavnih ličnosti, kao što su Jimmy Carter, Richard Nixon i Julia Child. Tamo se i sprijateljio s Johnom Belushijem sa kojim je u tom showu izumio alter ego braću Blues. Zajedno su nastupili u komediji “1941.” koju je režirao Steven Spielberg, ali je ona prošla loše u kinima i kod kritike. Ipak, onda su adaptirali svoje likove iz showa “Saturday Night Live” i snimili komediju “Braća Blues” koja je postigla veliki uspjeh i postala kultni film. 1983. Aykroyd je nastupio u hit komediji "Kolo sreće" u kojoj mu je partner bio Eddie Murphy - zanimljivo, u tom filmu su isprva trebali nastupiti  Gene Wilder i Richard Pryor. Aykroyd i Belushi još su jednom su nastupili u komediji “Susjedi” prije nego što je Belushi preminuo od trovanja alkoholom. 
Aykroyda je to pogodilo, a i napisao je scenarij za film “Istjerivači duhova” sa njim na umu. Kasnije je njega zamijenio Bill Murray i “Istjerivači duhova” su postali Aykroydov najveći komercijalni uspjeh. Za dramu “Vozeći gospođicu Daisy” je 1989. čak nominiran za Oscara kao najbolji sporedni glumac. Ipak, u 1990-ima mu je karijera počela slabiti. Filmovi “Ništa osim nevolje”, “Sjever” i erotska satira “Exit to Eden” su propali na blagajnama i kod kritike. Od tada glumi u malim ulogama u serijama ili filmovima. Ni nastavak filma "Braća Blues" 1998. nije postigao veći odjek, iako se tu i tamo pojavio u nekom hvaljenom filmu, kao što je crna krimi komedija "Plaćenik" iz 1997. 2005. je snimio dokumentarac "Dan Aykroyd Unplugged on UFOs" u kojem je otvoreno izjavio da vjeruje u NLO-e i da bi se javnost trebala više informirati o tom fenomenu. 
1994. dobio je počasnu titulu doktorata literature od sveučilišta Carleton, a 1998. je postao počasni član udruge "Order of Canada". 2006. je počeo posao s distribucijom vina iz Niagare.
Aykroyd je bio zaručen neko vrijeme za glumicu Carrie Fisher, no ipak se kasnije oženio za glumicu Donnu Dixon 1983. s kojom ima tri kćerke: Danielle Alexandra (rođena 18. studenog 1989.), Belle Kingston (rođena 9. lipnja 1993.) i Stella Irene August (rođena 5. travnja 1998.).

## Zanimljivosti
- U epizodi "Mother Simpson" iz popularne serije "Simpsoni", Homer izjavi da izgleda kao Dan Aykroyd.
- Postoji Škotska rock grupa zvana "Dananananakroyd".
- Ljevak je.
- Još od početka 90-ih kruže glasine da se Aykroyd zanima za treći dio iz serijala "Istjerivači duhova", no da Bill Murray uporno odbija reprizirati svoju ulogu po treći put. 2007. je Aykroyd izjavio da će ipak biti trećeg dijela u obliku CGI projekta.

## Izabrana filmografija
- 1978. - Rutlesi
- 1979. – 1941.
- 1980. - Braća Blues
- 1981. - Susjedi
- 1983. - Doktor Detroit
- 1983. - Kolo sreće
- 1983. - Zona sumraka
- 1984. - Indiana Jones i ukleti hram
- 1984. - Istjerivači duhova
- 1985. - Špijuni poput nas
- 1985. - Besana noć
- 1988. - Ona je trudna!
- 1988. - Golf klub 2
- 1988. - Velika prostranstva
- 1988. - Moja maćeha je vanzemaljac
- 1989. - Vozeći gospođicu Daisy; nominacija za Oscara
- 1989. - Istjerivači duhova 2
- 1991. - Samo nevolje (ujedno i režija)
- 1991. - Moja djevojka
- 1992. - Chaplin
- 1992. - Uhode
- 1993. - Čunjoglavci
- 1995. - Casper
- 1995. - Tommy Boy
- 1997. - Plaćenik
- 1998. - Mravi
- 1998. - Moja osveta
- 2000. - Kuća Mirtha
- 2001. - Prokletstvo Jade škorpiona
- 2001. - Pearl Harbor
- 2001. - Evolucija
- 2004. – 50 prvih spojeva
- 2004. - Kako preskočiti Božić
- 2005. - Dan Aykroyd necenzurirano o NLO-ima
- 2007. - Chuck, sad možete poljubiti Larryja
- 2008. - Rat d.o.o.

## Vanjske poveznice
- Dan Aykroyd u internetskoj bazi filmova IMDb-u (engl.)
- Dan Aykroyd online  Arhivirana inačica izvorne stranice od 7. listopada 2006. (Wayback Machine)
- Intervju
- Još jedan intervju
- Celebritywonder.com